# 김사만
김사만(1919년 11월 26일~?)은 대한민국의 정치인이다. 제5대 국회의원을 지냈다.

## 역대 선거 결과
|  | 17.33% |

|  | 0% |

|  | 0% |

|  | 41.12% |

|  | 36.83% |